# Ивлев, Борис Михайлович
Бори́с Миха́йлович И́влев (20 июня 1946, Гродно, Гродненская область, БССР — 21 июня 1990, Черноголовка Московской области) — советский математик, преподаватель, автор учебной и методической литературы по математике.

## Биография
Родился в г. Гродно в семье военнослужащего.
В 1963—1964 годах учился в ФМШ № 18 при МГУ (сейчас — Специализированный учебно-научный центр МГУ ), первый набор, с 1964 по 1972 — студент, а затем аспирант механико-математического факультета МГУ, научный руководитель В. И. Арнольд. Уже на втором курсе начал преподавать в ФМШ, в которой проработал до 1990 года. Одноклассником и однокурсником был Александр Абрамов.
Автор большого количества книг и пособий по математике для старших классов. Самая издаваемая книга — учебник «Алгебра и начала анализа» для 9-10 (10-11) классов.
Участник Международной математической олимпиады (Москва, 1964 г.) Автор олимпиадных задач, руководитель команды ФМШ № 18 при МГУ на всесоюзных математических олимпиадах в течение многих лет.
Работал в журнале «Квант».